# Anežka Dočkalová
Anežka Dočkalová (15. prosince 1924 – ?) byla česká a československá politička Komunistické strany Československa a poúnorová poslankyně Národního shromáždění ČSSR.

## Biografie
Ve volbách roku 1960 byla zvolena za KSČ do Národního shromáždění ČSSR za Západočeský kraj. V parlamentu setrvala až do konce funkčního období, tedy do voleb roku 1964.
Po invazi vojsk Varšavské smlouvy do Československa ji západočeský Krajský výbor KSČ zařadil na seznam „představitelů a exponentů pravice“. V té době je uváděna jako starší instruktorka průmyslového oddělení Okresního výboru KSČ Sokolov.